# Benedikt Gröndal
Benedikt Sigurðsson Gröndal (Önundarfjörður, 7 de julho de 1924 – 20 de julho de 2010) foi um político e diplomata islandês. Ocupou o cargo de Primeiro-ministro da Islândia de 15 de outubro de 1979 a 8 de fevereiro de 1980.